# Anii 1300
Secole: Secolul al XIII-lea - Secolul al XIV-lea - Secolul al XV-lea
Decenii: Anii 1250 Anii 1260 Anii 1270 Anii 1280 Anii 1290 - Anii 1300 - Anii 1310 Anii 1320 Anii 1330 Anii 1340 Anii 1350
Ani: 1300 1301 1302 1303 1304 1305 1306 1307 1308 1309